# Bostríquids
Els bostríquids (Bostrichidae) són una família de coleòpters polífags amb 90 gèneres i 570 espècies,
moltes de les quals són xilòfagues, perforen la fusta, cosa que pot ocasionar danys en arbres o fusta posada en obra.

## Taxonomia
Els bostríquids inclouen les subfamílies següents:
- Subfamília Dysidinae Lesne, 1921
- Subfamília Polycaoninae Lesne, 1896
- Subfamília Bostrichinae Latreille, 1802
- Subfamília Psoinae Blanchard, 1851
- Subfamília Dinoderinae Thomson, 1863
- Subfamília Lyctinae Billberg, 1820 - considerada a vegades com una família independent (Lyctidae).
- Subfamília Euderiinae Lesne, 1934